# توقيت مصر الصيفي
توقيت مصر الصيفي هو نظام توقيت صيفي  يُطبق في مصر خلال جزء من السنة، ويكون توقيت عالمي منسق+03:00، سبق أن تم إلغائه في عاميّ 2015 و2016، بعد أن كان قد تم إلغائه وإعادة العمل به عدة مرات في السابق، وقد قررت الحكومة المصرية يوم 1 مارس 2023 بداية العمل بالتوقيت الصيفي بداية من الجمعة الأخيرة من شهر أبريل، حتى نهاية يوم الخميس الأخير من شهر أكتوبر من كل عام بعد موافقة من مجلس النواب.

## التاريخ
أسس البريطانيون لأول مرة التوقيت الصيفي في مصر عام 1940، خلال الحرب العالمية الثانية. تم إيقاف العمل به بعد عام 1945، ولكنه استؤنف بعد 12 عامًا، في عام 1957.
قبل ثورة يناير 2011، كانت الحكومة تخطط لاتخاذ قرار بإلغاء التوقيت الصيفي في 2011 قبل انتهاء ولاية الرئيس حسني مبارك في سبتمبر 2011. وقد قامت الحكومة الانتقالية بذلك فعلًا في 20 أبريل 2011.
بحجة أن التوقيت الصيفي سيوفر الطاقة، قررت الحكومة المصرية في 7 مايو 2014 إعادة التوقيت الصيفي باستثناء شهر رمضان. في أبريل من العام التالي (2015)، تم إجراء استفتاء حول ما إذا كان يجب العودة إلى التوقيت الصيفي أم لا. بعد النتائج، قررت الحكومة في 20 أبريل إلغاء التوقيت الصيفي مؤقتًا، وأجرت التعديلات اللازمة على القوانين وطلبت من الوزراء العمل على دراسة لتحديد مدى جدوى تطبيق التوقيت الصيفي في السنوات القادمة من عدمها. أكدت وزارة الكهرباء أن وفورات الكهرباء التي تحققت من تطبيق التوقيت الصيفي ليس لها أي تأثير ملموس. كان من المتوقع عودة التوقيت الصيفي في عام 2016، بدءًا من 8 يوليو (بعد رمضان)، ولكن في 5 يوليو، تقرر إلغاءه مرة أخرى. وعاد تنفيذه بعد موافقة من مجلس النواب في مارس 2023 على أن يبدأ من الجمعة الأخيرة من شهر أبريل، حتى نهاية يوم الخميس الأخير من شهر أكتوبر من كل عام.

## التواريخ والأوقات
عند استخدامه، يقع التوقيت الصيفي في مصر بين الجمعة الأخيرة من أبريل والخميس الأخير من أكتوبر. يتم تغيير التوقيت من ت ع م+02:00 إلى ت ع م+03:00. يحدث التغيير بعد ثانية واحدة من 23:59:59 يوم الخميس ليصبح 01:00:00 يوم الجمعة الأخير في أبريل، مما يقصّر اليوم إلى 23 ساعة. ينتهي التوقيت الصيفي بعد ثانية واحدة من 23:59:59 ليصبح الساعة 23:00:00 في يوم الخميس الأخير من شهر أكتوبر ويطيل اليوم إلى 25 ساعة. لا يتغير التاريخ بعد ثانية واحدة من أول حدوث ل-23:59:59؛ ولا يأتي منتصف الليل إلا بعد ثاني حدوث ل-23:59:59.

### رمضان
يكون التقويم القمري الذي يستخدمه المسلمون أقصر من السنة الشمسية بنحو أحد عشر يومًا، لذلك تتغير شهوره كل عام بالنسبة إلى الفصول. لتجنب قضاء أيام أطول خلال شهر رمضان، يتم إجراء استثناءات لجدول التوقيت الصيفي عند تداخل الاثنين. ابتداءً من عام 2006، تم إنهاء التوقيت الصيفي في يوم الخميس قبل بداية شهر رمضان. استمر هذا حتى عام 2010، عندما أصبح رمضان بالكامل في فصل الصيف. منذ ذلك الحين، تم تقسيم التوقيت الصيفي إلى فترتين: واحدة قبل رمضان والأخرى بعده.

## وصلات خارجية
- توقيت مصر الآن من موقع جرينتش الرسمي
- التوقيت الآن في مصر